# بطولة العالم لسباقات فورمولا 1 موسم 1957
بطولة العالم لسباقات فورمولا 1 موسم 1957 عقدت في سنة 1957 م، وفاز بها خوان مانويل فانجيو (بالإنجليزية: Juan Manuel Fangio)‏ من فريق مازيراتي (بالإنجليزية: Maserati)‏ بسيارته المازيراتي. خوان مانويل فانجيو الذي بدأ السباق في الخط رقم 4 حصل على أفضل توقيت في الجولة 2 من السباق في أسرع لفة له. هذا السائق في المجموع حصد 40 نقطة.

## الوصلات الخارجية
- الموقع الرسمي للفورمولا 1